# ژایمه پاشکو
ژایمه پاشکو (پرتغالی: Jaime Pacheco؛ زادهٔ ۲۲ ژوئیهٔ ۱۹۵۸) بازیکن سابق و مربی فوتبال اهل پرتغال است.
از باشگاه‌هایی که در آن بازی کرده‌است می‌توان به باشگاه فوتبال ریو آوه، باشگاه فوتبال پاسوژ د فریرا، باشگاه فوتبال ویتوریا ستوبال، باشگاه ورزشی براگا، باشگاه فوتبال اسپورتینگ، و باشگاه فوتبال پورتو اشاره کرد.
وی همچنین در تیم ملی فوتبال پرتغال بازی کرده‌است.